# 庫薩莫

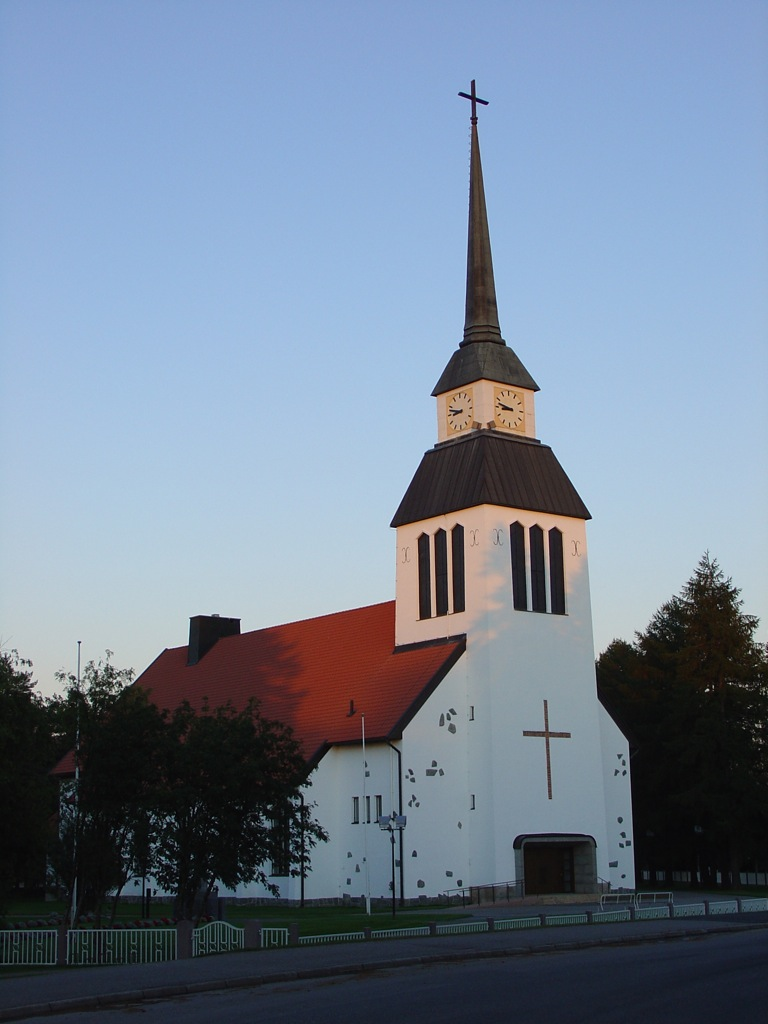
圣十字教堂

庫薩莫（芬蘭語：Kuusamo）是芬蘭北博滕區的城市，位於該國東北部，面積5,808.92平方公里，每年降雨量525毫米，2012年人口16,378，其中約99%居民的母語是芬蘭語。

## 外部連結
- 庫薩莫市官方网站 （页面存档备份，存于） （文） （英文）